# Bangherimahabatpur
Bangherimahabatpur es una ciudad censal situada en el distrito de Haridwar,  en el estado de Uttarakhand (India). Su población es de 8583 habitantes (2011). Se encuentra a 4 km de Roorkee.

## Demografía
Según el censo de 2011 la población de Bangherimahabatpur era de 8583 habitantes, de los cuales 4491 eran hombres y 4092 eran mujeres. Bangherimahabatpur tiene una tasa media de alfabetización del 75,21%, inferior a la media estatal del 78,82%: la alfabetización masculina es del 83,61%, y la alfabetización femenina del 66,02%.